# Omentum

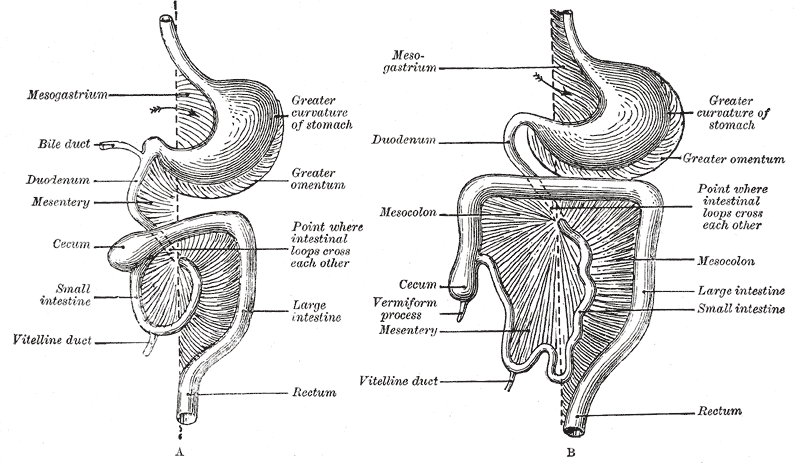
Illustration de deux stades de développement de l'appareil digestif et de ses séreuses

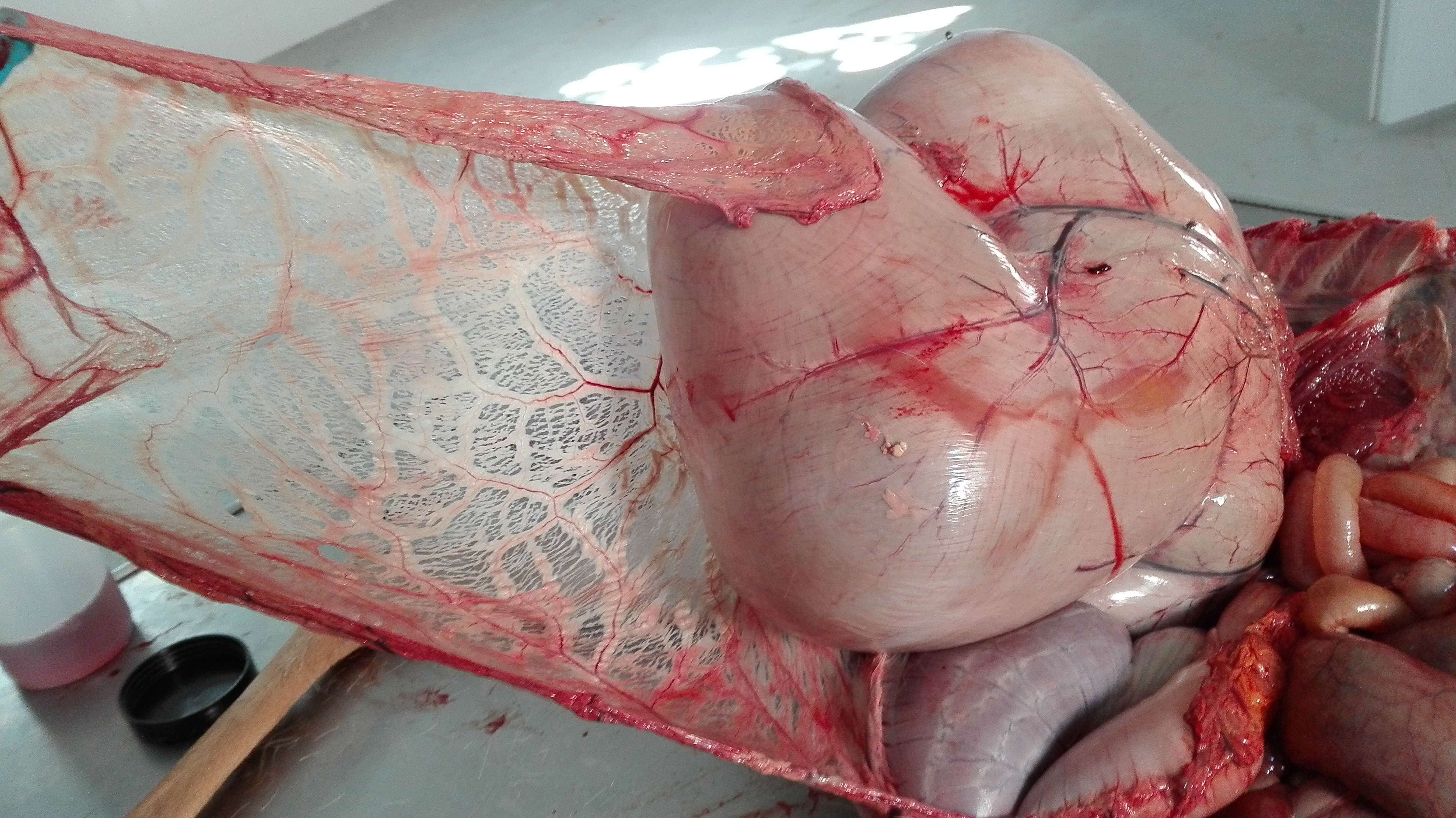
Omentum et rumen d'un impala

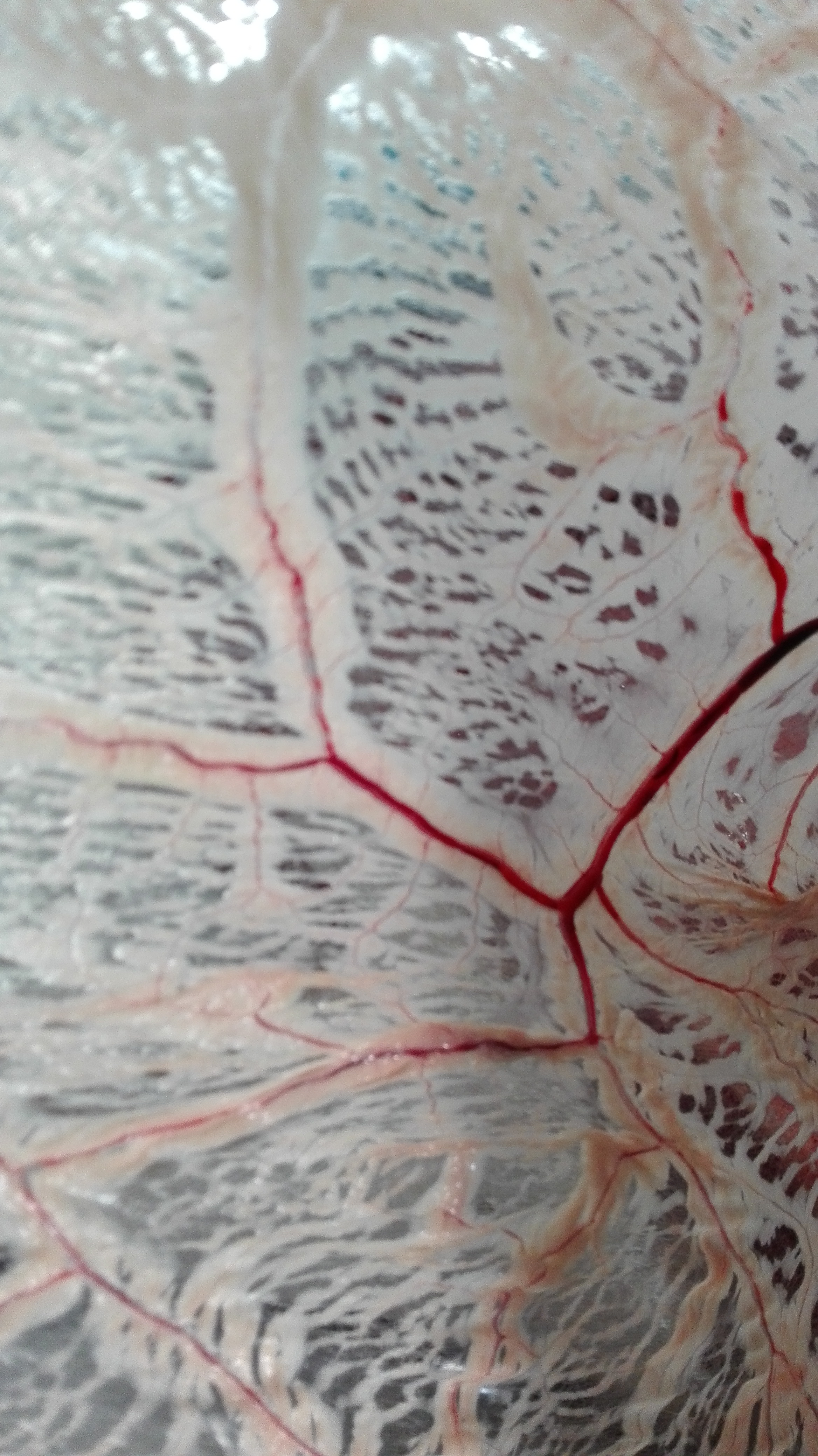
Détail de l'omentum d'un impala

L'épiploon ou omentum correspond à deux feuillets de péritoine accolés et qui relient deux viscères entre eux. Il ne faut pas le confondre avec un ligament qui correspond à un accolement de deux feuillets du péritoine reliant le péritoine pariétal antérieur à un viscère (exemple : le ligament suspenseur du foie), et avec un méso qui correspond à un accolement de deux feuillets du péritoine reliant le péritoine pariétal postérieur à un viscère et contenant les vaisseaux nourriciers (ex. : le mésentère de l'intestin grêle). 
- Le grand épiploon ou grand omentum va de l'estomac au côlon transverse et forme un tablier à double feuillet qui se retrouve à la surface des intestins. Le grand épiploon est constitué par les ligaments gastro-phrénique, gastro-splénique et gastro-colique.
- Le petit épiploon ou petit omentum est tendu de l'estomac au foie. Il est composé par les ligaments gastro-hépatique et hépato-duodénal (méso du foie).

Chaque épiploon est parcouru par de nombreux vaisseaux.
Cette partie du péritoine des animaux d’élevage (bovins, ovins, porcins principalement) est appelée crépine par les bouchers, tripiers et charcutiers et en cuisine. On l'appelle aussi « toilette » ou « coiffe ».

## Grand omentum
Le grand omentum ou grand epiploon est une structure péritonéale formée par l'accolement de 2 méso de péritoine viscéral, il représente un grand tablier graisseux déployé dans la cavité abdominale. Il est issu du développement caudal de la poche rétro-gastrique. Il constitue un repère important en termes d'anatomie, régionalisant la cavité abdominale en trois parties distinctes, sus mésocolique, au-dessus de celui-ci, sous mésocolique, au-dessous de celui-ci (ce qu'il recouvre, en l'occurrence le jejunum et l'iléum ou intestin grêle), et la région pelvienne.
Il est constitué majoritairement de cellules adipeuses. Sa vascularisation importante se fait par les artères gastro-épiploïques qui forment dans le grand omentum l'arcade de Barkow.

Sa mobilisation permet d'éviter la diffusion de processus infectieux ou inflammatoires localisés, dans le reste de la cavité péritonéale. Cela permet d'éviter des péritonites généralisées. Il a aussi un rôle dans la protection des viscères digestifs

## Petit omentum
Le petit omentum ou petit épiploon est composé des ligaments hépato-gastrique et hépato-duodénal.
Le ligament hépato-duodénal, c'est-à-dire le bord libre droit du petit omentum, recouvre et protège la triade porte hépatique. Celle-ci reprend la veine porte hépatique, l'artère hépatique propre et le conduit biliaire commun.

## Pathologie
Les principales affections le concernant sont :
- l'infarctus du grand épiploon qui se traduit par un syndrome douloureux abdominal plus ou moins intense, et au scanner par un épaississement localisé du grand épiploon .
- le volvulus du mésentère qui est un accident mécanique correspondant à la rotation de la racine du mésentère sur son axe et qui entraîne une sténose du pédicule vasculaire mésentérique artériel et veineux ;
- la tuberculose péritonéale aujourd'hui exceptionnelle, s'observe principalement chez les sujets transplantés ou immuno-déprimés ;
- la carcinose péritonéale est la lésion la plus fréquente, le plus souvent secondaire à un cancer de l'ovaire, du pancréas ou de l'estomac, mais aussi de l'intestin, du foie et des voies biliaires, ou à un cancer du sein.